# Rudy Hartono
Rudy Hartono Kurniawan (Soerabaja, 18 augustus 1949) is een Indonesische voormalige badmintonner van Chinese afkomst.
In 1980 werd hij wereldkampioen door Liem Swie King te verslaan.

## Belangrijkste resultaten
| Jaar | Wereldkampioenschappen |
|      | herenenkel             |
| ---- | ---------------------- |
| 1980 | Goud                   |